# Timber Toppers
Timber Toppers è un cortometraggio del 1938 prodotto dalla 20th Century Fox.

## Riconoscimenti
- Nomination Oscar al miglior cortometraggio[1]